# Puerto de Piedra
Puerto de Piedra är en ort i Mexiko.   Den ligger i kommunen Nicolás Flores och delstaten Hidalgo, i den sydöstra delen av landet, 150 km norr om huvudstaden Mexico City. Puerto de Piedra ligger 2 558 meter över havet och antalet invånare är 233.
Terrängen runt Puerto de Piedra är bergig åt sydväst, men åt nordost är den kuperad. Puerto de Piedra ligger uppe på en höjd. Runt Puerto de Piedra är det ganska glesbefolkat, med 40 invånare per kvadratkilometer. Närmaste större samhälle är San Nicolás, 14,3 km norr om Puerto de Piedra. I omgivningarna runt Puerto de Piedra växer huvudsakligen savannskog.